# ザック・トンプソン (右投手)
ザカリー・ライアン・トンプソン（Zachary Ryan Thompson, 1993年10月23日 - ）は、アメリカ合衆国テキサス州バールソン出身のプロ野球選手（投手）。右投右打。MLBのアトランタ・ブレーブス所属。

## 経歴

### プロ入り前
2011年のMLBドラフト48巡目（全体1442位）でピッツバーグ・パイレーツから指名されたが、契約せずにテキサス大学アーリントン校へ進学した。

### プロ入りとホワイトソックス傘下時代
2014年のMLBドラフト5巡目（全体138位）でシカゴ・ホワイトソックスから指名され、プロ入り。契約後、傘下のパイオニアリーグのルーキー級グレートフォールズ・ボイジャーズでプロデビュー。11試合に先発登板して2勝3敗、防御率3.27、26奪三振を記録した。
2015年はA級カナポリス・インティミディターズでプレーし、16試合に先発登板して3勝8敗、防御率4.44、64奪三振を記録した。
2016年はA級カナポリスとA+級ウィンストン＝セイラム・ダッシュでプレーし、2球団合計で26試合に先発登板して9勝8敗、防御率3.77、128奪三振を記録した。
2017年はA+級ウィンストン＝セイラムでプレーし、33試合（先発14試合）に登板して2勝7敗、防御率5.50、73奪三振を記録した。
2018年はA+級ウィンストン＝セイラムとAA級バーミングハム・バロンズでプレーし、2球団合計で43試合に登板して6勝1敗2セーブ、防御率1.55、73奪三振を記録した。オフにはアリゾナ・フォールリーグに参加し、グレンデール・デザートドッグスに所属した。
2019年はAA級バーミングハムとAAA級シャーロット・ナイツでプレーし、2球団合計で45試合に登板して5勝2敗、防御率5.23、84奪三振を記録した。
2020年は新型コロナウイルスの影響でマイナーリーグの試合が開催されなかったため、公式戦の登板は無かった。オフの11月2日にFAとなった。

### マーリンズ時代
2020年11月23日にマイアミ・マーリンズとマイナー契約を結んだ。
2021年シーズンは5月のマイナーリーグ開幕から傘下のAAA級ジャクソンビル・ジャンボシュリンプでプレーし、8試合に登板した。6月5日にメジャー契約を結んでアクティブ・ロースター入りし、7日のボストン・レッドソックス戦にて先発でメジャーデビュー（3回2失点で敗戦投手）。以降は先発とリリーフを兼務するスウィングマンとして起用され、最終的に26試合（先発14試合）に登板して3勝7敗、防御率3.24、66奪三振を記録した。

### パイレーツ時代
2021年11月29日にジェイコブ・スタリングスとのトレードで、カイル・ニコラス、コナー・スコットと共にパイレーツへ移籍した。このシーズンは22試合に先発登板し、3勝10敗で防御率5.18という成績であった。

### ブルージェイズ傘下時代
2023年1月10日にチャベス・ヤングとのトレードでトロント・ブルージェイズに移籍した。
この年の開幕は傘下のAAA級バッファロー・バイソンズで迎えたが、6月6日にDFAとなり、2日後に再び傘下AAA級バッファローに配属された。結局、この年はメジャーに昇格することはなく、オフの11月6日にFAとなった。また、この年の10月に屈腱の部分断裂の修復手術を行ったため、2024年シーズンは全休となった。

### ブレーブス時代
2024年10月19日にアトランタ・ブレーブスとマイナー契約を結んだ。
2025年4月1日にメジャー契約を結んで、アクティブ・ロースター入りした。

## 投球スタイル
武器としているカッターを相手打者の左右に関わらず多投する傾向がある。

## 詳細情報

### 年度別投手成績
| 年 度    | 球 団    | 登 板 | 先 発 | 完 投 | 完 封 | 無 四 球 | 勝 利 | 敗 戦 | セ 丨 ブ | ホ 丨 ル ド | 勝 率 | 打 者 | 投 球 回 | 被 安 打 | 被 本 塁 打 | 与 四 球 | 敬 遠 | 与 死 球 | 奪 三 振 | 暴 投 | ボ 丨 ク | 失 点 | 自 責 点 | 防 御 率 | W H I P |
| -------- | -------- | ----- | ----- | ----- | ----- | -------- | ----- | ----- | -------- | ----------- | ----- | ----- | -------- | -------- | ----------- | -------- | ----- | -------- | -------- | ----- | -------- | ----- | -------- | -------- | ------- |
| 2021     | MIA      | 26    | 14    | 0     | 0     | 0        | 3     | 7     | 0        | 0           | .300  | 315   | 75.0     | 63       | 6           | 28       | 1     | 3        | 66       | 5     | 0        | 35    | 27       | 3.24     | 1.21    |
| 2022     | PIT      | 29    | 22    | 0     | 0     | 0        | 3     | 10    | 0        | 0           | .231  | 543   | 121.2    | 138      | 19          | 46       | 0     | 3        | 90       | 5     | 0        | 76    | 70       | 5.18     | 1.51    |
| MLB：2年 | MLB：2年 | 55    | 36    | 0     | 0     | 0        | 6     | 17    | 0        | 0           | .261  | 858   | 196.2    | 201      | 25          | 74       | 1     | 6        | 156      | 10    | 0        | 111   | 97       | 4.44     | 1.40    |

- 2023年度シーズン終了時

### 背番号
- 74（2021年）
- 39（2022年）
- 73（2025年 - ）